# Thalheim (Zwitserland)

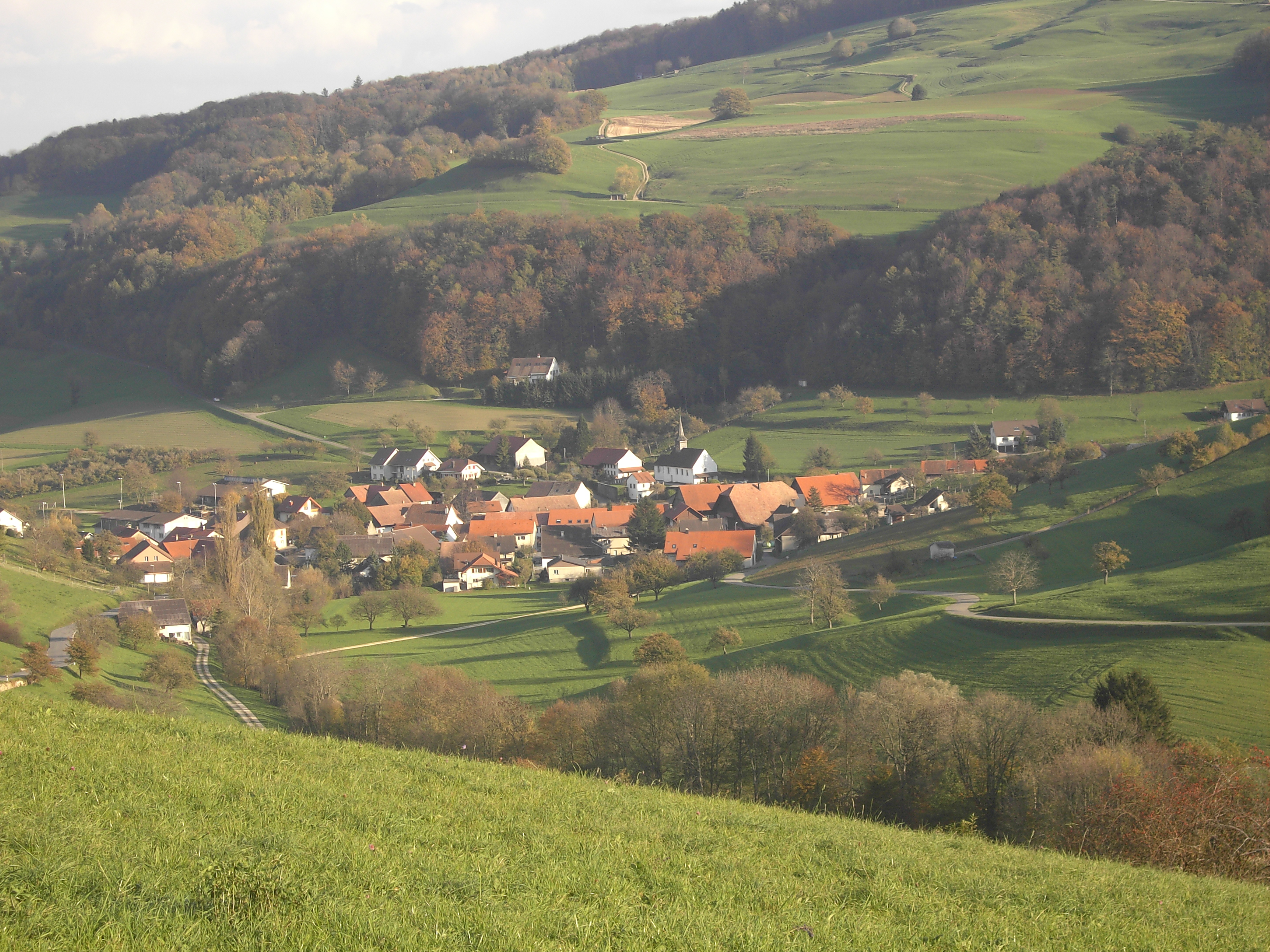
Thalheim

Thalheim is een gemeente en plaats in het Zwitserse kanton Aargau en maakt deel uit van het district Brugg.
Thalheim telt 764 inwoners.